# The Bicycle Thief
The Bicycle Thief var ett amerikanskt alternativrockband lett av Bob Forrest efter att hans tidigare band Thelonious Monster lagts ner. Forrest jammade med Josh Klinghoffer och spelade in några demos, varefter de fick skivkontrakt och spelade in ett första album med Kevin Fitzgerald (Geraldine Fibbers).